# Lyckå

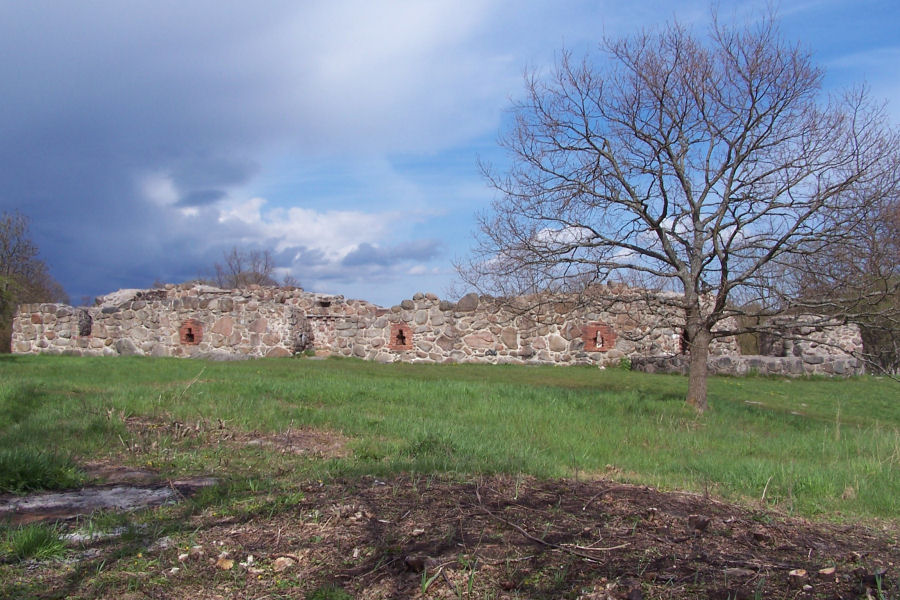
Lyckå slottsruin

Lyckå var en medeltida stad i Lösens socken i nuvarande Karlskrona kommun i Blekinge, strategiskt belägen vid Lyckebyåns mynning. 

## Historik
Staden står omnämnd första gången 1449, året då Claus Nielsen Sparre förvärvade några tomter i dess södra utkant, där han lät bygga sig en gård och anlägga en mindre borg. Claus Nielsen Sparre var fogde åt dansken Ivar Axelsson Tott och som hövitsman över Lyckå län, vilket bestod av östra Blekinge, fick han sitt säte här på Lyckå.
Ett slott, Lyckå slott, uppfördes ovanpå anläggningen år 1545, efter att danske kung Kristian III beordrat dåvarande borgherren Ebbe Knudsen Ulfeldt, att han skulle bygga ett nytt "fast hus" av sten, som bättre kunde stå emot böndernas angrepp ifall de gjorde uppror. Det förstärkta fästet som var rektangulärt och försett med två stadiga hörntorn stod klart 1560. 
Blekinge var vid den här tiden ett gränsland och Lyckå härjades i krigen mellan Sverige och Danmark. År 1507 bedrev det svenska riksrådet Åke Hansson Natt och Dag härjningståg i Blekinge, bland annat mot Lyckå. Blekingarna gjorde vad man kunde för att hindra svenskarna, de bröt broar och lade försåt men staden och slottet föll. Allt av värde togs av de plundrande svenskarna innan de brände Lyckå. En del av försvararna samt slottets befälhavare Nils Gädda togs som fångar till Ronneby, troligtvis för avrättning.
Lyckå miste sina stadsprivilegier 1600, eftersom den danska staten ville flytta befolkningen och satsa på den nyanlagda staden Kristianopel och samma år befallde den danske kung Kristian IV att slottet skulle rivas och stenen återanvändas i Kristianopels befästningar. Efter freden i Roskilde år 1658 tillföll Lyckå Sverige.
På platsen för det medeltida Lyckå ligger idag Lyckeby, en tidigare tätort, som nu hänger samman med Karlskrona. Det en gång befästa slottet är nu ett sevärt minnesmärke i form av en vacker ruin och fortfarande kan man se spåren efter vallgraven runt dess breda gråstensmurar.
I den gamla staden Lyckå som låg norr om slottet gjordes arkeologiska utgrävningar i början av 1970-talet. Man fann då i området Lyckeby fläck fint stenlagda gator och rester efter hus med syllstenskonstruktioner. Ordet fläck som kommer av den medeltida plattyskan betyder köpstad. Lyckå var alltså från 1400-talets andra hälft och fram till året 1600 en mindre handelsstad. Lyck å andra sidan är ett äldre ord för lås, lock, vilket antyder att åflödet som här intränger en gång varit avspärrat.